# 渑池郡
渑池郡，南北朝时期设置的行政区。
- 北魏魏孝文帝太和十一年（487年）置渑池郡，领有二县：俱利县、渑池县。治所在渑池县（今河南渑池县西十三里）。辖境相当今河南省渑池县西部、北部、洛宁县一部分。西魏大统十一年（545年）废，改为河南郡。
- 东魏兴和年间侨置渑池郡，属义州。治所在今河南卫辉市附近。北齐废除。